# Камп-Борнхофен
Камп-Борнхофен (нем. Kamp-Bornhofen) — община в Германии, в земле Рейнланд-Пфальц. 
Входит в состав района Рейн-Лан. Подчиняется управлению Браубах.  Население составляет 1589 человек (на 31 декабря 2010 года). Занимает площадь 11,37 км².